# Силмала
Си́лмала (латыш. Silmala) — населённый пункт в Резекненском крае Латвии. Входит в состав Силмалской волости. Находится у региональной автодороги P59 (Виляны—Ружина—Малта) на реке Малта. Расстояние до города Резекне составляет около 29 км. По данным на 2018 год, в населённом пункте проживало 57 человек.

## История
В советское время населённый пункт был центром Силмалского сельсовета Резекненского района.